# Cesiomaggiore
 Cesiomaggiore (venetisch: Žess) ist eine Gemeinde mit 3944 Einwohnern (Stand 31. Dezember 2023) in der italienischen Provinz Belluno in der Region Venetien und liegt an der Straße von Feltre nach Belluno.
Nachbargemeinden sind Feltre, Gosaldo, Borgo Valbelluna, Sagron Mis, San Gregorio nelle Alpi, Santa Giustina, Sospirolo, Mezzano (TN). 
Ortsteile von Cesiomaggiore sind: Al Bordugo, Anzaven, Busche, Calliol, Can, Cesio Minore, Cesio Maggiore, Col San Vito, Cossalter, Dorgnan, Fianema, La Busa, le Montagne, Le Ave, Marsiai, Menin, Morzanch, Pez, Pullir, Salgarda, Soranzen, Toschian, Tussui, Val Canzoi. 
Der Festtag zu Ehren der Gemeindeheiligen St. Giuliana ist am 16. Februar.

## Geographie

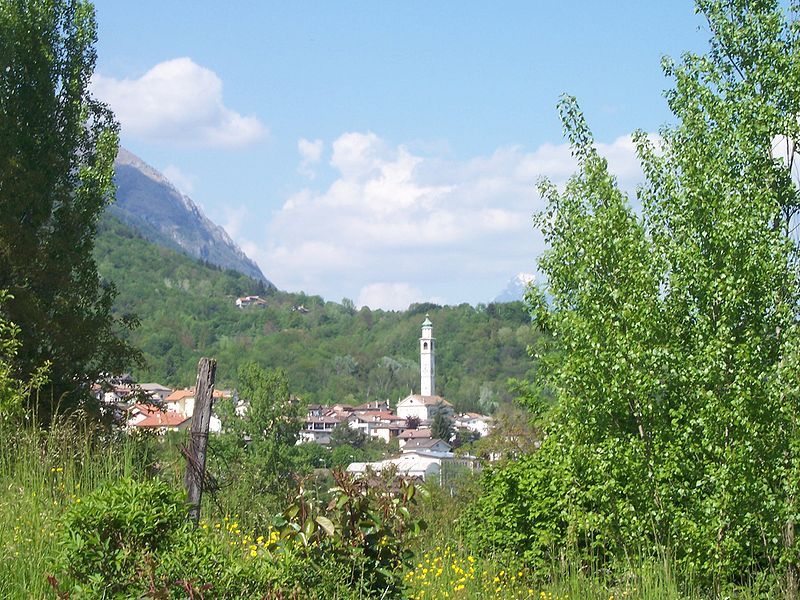
Blick auf Cesiomaggiore

Cesiomaggiore liegt an der Piave am Fuß der Dolomiten. Es ist 12 km von Feltre und 18 km von Belluno entfernt.

## Geschichte
Cesiomaggiore wurde in altrömischer Zeit gegründet. Es ist möglich, dass sein Name von gens Caesia, einer in altrömischer Zeit bekannten Familie namens Caesius, die ihre Wurzeln im einfachen Volk hatte, stammt. Die altrömische Straße Via Claudia Augusta Altinate führt durch die Gemeinde.
1404 wurde Cesiomaggiore ein Teil der Republik Venedig.
Die Invasion der Franzosen unter Napoleon zerstörte die Republik Venedig und Cesiomaggiore wurde geplündert. Im Frieden von Campo Formio wurde 1798 das ganze Gebiet in das Königreich Lombardo-Venetien verwandelt und unter österreichische Herrschaft gestellt.
Im Krieg gegen Preußen und Italien wurde die Region 1866 an das 1861 ausgerufene Königreich Italien angeschlossen.

## Sehenswürdigkeiten
- Die Villa Tauro in Pez, auch le Centenere genannt, die im 16. Jahrhundert erbaut wurde. In ihrem Lapidarium wird unter anderem ein militärischer Grenzstein der antiken Via Claudia Augusta Altinate ausgestellt.[3]
- Das historische Fahrradmuseum Toni Bevilacqua

## Wirtschaft
Die Gemeinde beherbergt mehrere kleine Betriebe die Möbel und Zubehör für die Bauindustrie herstellen. Ein bedeutender Erwerbszweig ist die Produktion von Milch und Käse. Die große Molkerei Lattebusche hat ihren Sitz in Busche, einem Ortsteil von Cesiomaggiore. Sie ist die einzig verbliebene Molkerei, in der die geschützte Käsesorte Piave DOP hergestellt wird.
Ein großer Teil der Bevölkerung arbeitet in der Landwirtschaft. Durch den Nationalpark Belluneser Dolomiten wächst die Bedeutung des Tourismus in der Region.
Lokale Produkte
| - Piave-Käse - Cesio-Käse - Dolomiti-Käse | - Kartoffeln - Mais - Gerste | - Äpfel - Isabella-Weintrauben - Honig |

## Persönlichkeiten
- Vittorino da Feltre (1378–1446), Lehrer und Humanist
- Pietro da Cesio (15. Jahrhundert), Maler
- Pietro Favero (1815–1890), Bauer und Pionier des Anbaus von Isabella-Weintrauben
- Giovanni De Bortoli (19. Jahrhundert), auch bekannt als Nane Castaldo, Schriftsteller